# 碧桃站
碧桃站（：／ Byeokdo yeok */?）曾經为韩国铁路庆全线及光州线上的一座鐵路站，位于光州广域市南区，已于1944年废止。

## 历史
- 1933年3月1日，落成使用[1]。
- 1944年6月15日，停止使用[2]。